# 奥尔代布勒
奥尔代布勒，是匈牙利赫维什州所辖的一个村。总面积21.78平方公里，总人口690，人口密度31.7人/平方公里（2011年1月1日）。